# Brutalität
Brutalität ist eine Einstellung oder ein Handeln, das von Rücksichtslosigkeit, Grausamkeit und Gewalttätigkeit geprägt ist. In Meyers Großes Konversations-Lexikon von 1905 ist Brutalität als „viehisches, rohes Betragen“ definiert.
Das Wort brutal ist vom spätlateinischen brutalis („tierisch, unvernünftig“) abgeleitet, das selbst wieder auf lateinisch brutus („schwerfällig, stumpf, gefühllos“) zurückgeht. Es ist seit dem 17. Jahrhundert gebräuchlich. Das Wort brutal wurde dem Deutschen aus der Französischen Sprache entlehnt.
Auf das Wort brutus geht auch der gleichlautende römische Beiname zurück. Bekanntester Träger dieses Namens war Marcus Iunius Brutus, einer der Mörder Caesars.

## Film und Fernsehen
In den Anfängen des Films war Brutalität noch unangebracht. So untersagte in Hollywood der Production Code ausdrücklich jede „unnötige ausführlichere Herausstellung oder Verlängerung von Szenen mit […] Brutalität“.
Allerdings ist im Laufe der Zeit der Anteil von Gewaltdarstellungen in Massenmedien wie Film und Fernsehen stetig angewachsen, z. B. in Hollywoodproduktionen. So erfreuen sich unter anderem Splatterfilme großer Beliebtheit. Auch sogenanntes „Hardcore-Wrestling“ – von der expliziten Darstellung roher Gewalt gekennzeichnetes Pro-Wrestling – ist aufgrund seines hohen Unterhaltungswertes sehr beliebt.
Im Gegensatz dazu wird vor allem in Antikriegsfilmen die Brutalität weniger zur Unterhaltung als vielmehr zur Belehrung bzw. zur Verdeutlichung der Schrecken eines Krieges eingesetzt.